# São José Esporte Clube (femenino)
El São José Esporte Clube es un club de fútbol femenino profesional de Brasil ubicado en la ciudad de São José dos Campos en São Paulo. El club como tal fue fundado el 13 de agosto de 1933. Su equipo femenino fue fundado en 2010 y actualmente participa en el Serie A2, segunda división del fútbol femenino brasileño.
Es uno de los clubes más exitosos de Brasil y de Sudamérica. A nivel local cuenta con dos Copas de Brasil, mientras que a nivel internacional es el segundo equipo con más Copas Libertadores en Sudamérica con un total de tres títulos (2011, 2013 y 2014). Su mayor logro deportivo fue en 2014, cuando se convirtió en Campeón del Mundo en el Campeonato Internacional de Clubes, venciendo en la final al Arsenal Ladies de Inglaterra, durante su tercera edición en 2014.

## Palmarés

### Torneos internacionales
- Campeonato Internacional de Clubes Femenino 2014 - Campeón
- Copa Libertadores Femenina 2011 - Campeón
- Copa Libertadores Femenina 2013 - Campeón
- Copa Libertadores Femenina 2014 - Campeón

### Torneos nacionales
- Campeonato Brasileño de Fútbol Femenino - Campeón en 2012
- Campeonato Brasileño de Fútbol Femenino - Campeón en 2013

## Campeonas del Mundo 2014
El São José Esporte Clube, es el primer equipo de Brasil en coronarse campeón del mundo en fútbol femenino. Luego de vencer en la gran final del Campeonato Internacional de Clubes Femenino al Arsenal FC de Inglaterra.
| 6 de diciembre de 2014 16:00pm | Arsenal FC | 0:2     | São José Esporte Clube   | Nishigaoka Soccer Stadium, Tokio, Japón |                                |
|                                |            | Reporte | Rosana 4' · Giovânia 71' | Asistencia: 2.000 espectadores          | Asistencia: 2.000 espectadores |